# Сапаров, Ариф Васильевич
Ариф Васильевич Сапаров (2 (15) июля 1912 , Луга, Санкт-Петербургская губерния — 2 ноября 1973, Ленинград) — советский писатель и журналист, военный корреспондент. Непосредственный участник и первый летописец героических рейсов по ледовой трассе — легендарной «Дороге жизни», связавшей осажденный Ленинград с «большой землёй».

## Биография
Родился 2 (15) июля 1912 года в городе Луга тогда ещё Санкт-Петербургской губернии. До вступления в Союз писателей более четверти века работал газетным очеркистом, опубликовав на страницах газет «Ленинградская правда», «Смена», «Известия», «Красная звезда», «На страже Родины», и других изданий, сотни очерков. В те годы сформировался как писатель-приверженец документально-художественной прозы. В своё время в секции документальной прозы Ленинградского отделения Союза писателей Сапаров любил повторять известную формулу Николая Чернышевского о том, что действительность всегда выше искусства. Сапаров считал, что искусство документального очерка — совершенно самостоятельный жанр художественной литературы. «Задача писателя-очеркиста — говорил Сапаров — не в том, чтобы находить ту или иную субъективную интерпретацию событиям жизни, а двинуться вглубь жизненного материала, так, чтобы он раскрыл свою внутреннюю динамику и многосложность».
С весны 1939 года стал профессиональным журналистом, сотрудничая поначалу в лужской газете «Крестьянская правда» (ныне «Лужская правда»), затем в редакции «Ленинградской правды». В сентябре 1939 года принял участие в освобождении Западной Белоруссии. Спустя два месяца как военный корреспондент «Ленинградской правды» участвовал в Советско-финской войне, был тяжело ранен. Годы Великой Отечественной войны провёл в действующей армии на Ленинградском, Третьем Прибалтийском и Первом Украинском фронтах.
Во время блокады Ленинграда работал во фронтовой газете «На страже Родины». Профессор Кембриджского университета Лайза А. Киршенбаум в своём фундаментальном исследовании «Наследие осады Ленинграда, 1941—1995: миф, воспоминания, памятники» приводит характерный эпизод:
«Ариф Сапаров, сотрудничавший в газете „На страже Родины“ вспоминает ночь, когда газетный фотограф ворвался в помещение редакции, уверяя, что видел, как в соседнем здании, расколотом пополам бомбой, целехонькое пианино повисло прямо над краем пропасти. Однако писателя впечатлило не столько уцелевшее пианино, сколько вешалка для одежды этажом выше, на которой все ещё висело светлое мужское пальто и шляпа. При этом пальто мерно раскачивалось… И все это на фоне находившегося рядом шпиля Адмиралтейства, уподобившегося оперной декорации, что делало эту сцену ещё более странной и незабываемой. Такие образы, визуально удостоверяли, что Ленинград был городом, в котором обыденность становилась ИСТОРИЕЙ.»
Будучи корреспондентом газеты «На страже Родины», был направлен Политуправлением Ленинградского фронта на оперативное освещение хроники строительства уникальной ледовой трассы через Ладожское озеро, получившей в народе название «Дороги жизни».
После блокадного Ленинграда был свидетелем и участником многих легендарных боевых операций, включая штурм Берлина, танковый бросок на Прагу.
Был награждён орденами «Отечественной войны» первой и второй степени, орденом «Красной звезды», двумя медалями «За отвагу», медалями «За оборону Ленинграда», «За взятие Берлина», «За освобождение Праги» и другими.
В годы войны опубликовал во фронтовых газетах десятки очерков и корреспонденций, печатался в литературно-художественных сборниках, выходивших на Ленинградском фронте, в журналах «Звезда» и «Ленинград». После войны участвовал в коллективных сборниках «900 дней», «Молодые защитники Ленинграда», составил литературно-документальные сборники «Подвиг Ленинграда», «Граница», «Чекисты».
Военные очерки Сапарова заслужили высокую оценку со стороны Юрия Германа, Ольги Берггольц, Николая Тихонова, Ильи Эренбурга и др.
После войны жил в писательском доме по адресу ул. Ленина, д. 34.
Внук — Искандер.

## Дорога жизни
Свою первую книгу, «Дорога жизни», Сапаров создавал опираясь на собственный опыт. Автору пришлось не раз на себе испытать, каково водить грузовики по льду под обстрелами врага, налётами бомбардировщиков, через неожиданно возникавшие полыньи и суровые морозы… При этом Сапаров не только как большинство блокадников страдал от голода и истощения, но и был болен туберкулёзом. Павел Лукницкий в книге «Ленинград действует» пишет, как ему 21 февраля 1942 года, когда он находился в командировке на Волховском фронте в деревне Оломна, пришлось спасать коллегу, пользуясь скудными народными средствами: «Приехал вчера А. Сапаров из редакции „На страже Родины“ больной, и я его лечил, уступив ему свои нары, сам спал на столах…».
Наиболее известный зарубежный историк Ленинградской блокады Гаррисон Солсбери, американский журналист, историк, писатель, в годы войны — руководитель агентства «Юнайтед Пресс»(ЮПИ), а после войны — сотрудник газеты «Нью-Йорк Таймс», в своей книге «900 дней» не раз ссылается на тексты Сапарова как на прямые документальные свидетельства. Так, говоря о легендарной переправке тяжелых танков «КВ» по льду Ладоги, Солсбери пишет: «Эта подробность, сообщенная самим Федюнинским, все же, видимо, приведена по ошибке. На деле, по-видимому, „КВ“ переправлялись через лед в январе, чтобы помочь при дальнейшем наступлении (Сапаров А. Дорога жизни. — С. 146.)". В другом месте, упоминая о противоречиях в двух публикациях «Военно-исторического журнала» (1966 г., № 1 и № 12), которые разошлись в определении даты приказа о дороге на Заборье, автор предпочитает датировку, данную Сапаровым как наиболее достоверную.
Когда в 1947 году Сапаров принёс книгу «Дорога жизни» в издательство, она была сокращена вдвое редактором, посчитавшим, что в ней слишком много мрачных, «натуралистических» подробностей. Первое издание вышло в том же 1947 году в Ленинградском книжно-журнальном издательстве небольшим тиражом 7 тысяч экземпляров и получило массу восторженных отзывов, среди которых особый интерес представляли отклики бойцов и водителей ледовой трассы. Например, один из читателей, В. А. Трофимов писал в издательство, что книга А. Сапарова «раскрывает разгадку нашей победы над технически оснащенным врагом» (письмо датировано 6 ноября 1947 года).

## «Ленинградское дело»
Второе издание планировалось выпустить большим тиражом в 1949 году, но, однако, оно немедленно было изъято из обращения. Сам же автор, работавший на тот момент заведующим отделом «Ленинградской правды», был изгнан из газеты.
Фактически вопрос стоял об аресте.
Вот как описывает это событие Антонов-Овсеенко в своей книге «Берия», говоря об атмосфере так называемого «Ленинградского дела»:
«На охоту за ведьмами кинулся весь партаппарат. Достаточно было обнаружить в книге имена казненных, как её изымали, автора привлекали. Так случилось с книгой А. Сапарова „Дорога жизни“. Бюро обкома, бюро райкома разбирали сотни, тысячи персональных дел, возбужденных по лживым, часто анонимным доносам. Два года партаппарат только то и делал, что изучал пустые, злобные кляузы.»
Свою роль в судьбе Сапарова и его книги сыграл донос, сочинённый литературным критиком Т. К. Трифоновой. В нём говорилось, что Сапаров не только является личным другом «врага народа» Ивана Дмитриева (в годы войны возглавлявшего партизанское движение в Лужском районе), но и сознательно пропагандирует вражескую деятельность А. А. Кузнецова, П. С. Попкова и Я. Ф. Капустина, прославленных руководителей обороны Ленинграда, объявленных врагами. Сапарову удалось избежать ареста, но его лишили работы и запретили печататься.

### Реабилитация
Реабилитирован Сапаров был лишь в 1951 году, вновь получив возможность печататься под своим именем. Вскоре вышло в свет новое, дополненное издание «Дороги жизни». Всего книга только в СССР издавалась более десяти раз. Кроме того она была переведена на многие европейские языки: чешский, польский, болгарский, немецкий и др.
В 1969 году вышла в свет хроникальная повесть «Январь сорок второго», посвященная наиболее драматическому периоду в жизни блокадного Ленинграда. Автор рассказал о молодёжных бытовых отрядах, участники которых спасали ленинградцев, умирающих в своих квартирах от голода и болезней. Важное место в повести занимает действительная история о том, как руками фашистской агентуры фабриковались тысячи фальшивых продовольственных карточек, с целью дезорганизовать продовольственное снабжение Ленинграда в самые критические дни блокады.

## «Подвиг Ленинграда»
Будучи лишён постоянной работы, Сапаров с 1949 года по собственной инициативе начал формировать документально-художественный сборник, посвященный обороне Ленинграда. Книга, названная «Подвиг Ленинграда», составителем и членом редколлегии которой стал Сапаров, вышла в свет в 1960 году. Её авторами были как профессиональные литераторы, известные советские писатели и журналисты, так и воины армии и флота, рабочие, учёные, врачи, учителя, водители, архитекторы, хранители музеев, специально для этого издания написавшие свои воспоминания. «Подвиг Ленинграда» стал своего рода энциклопедией обороны города. Некоторые материалы, например, воспоминания И. Д. Дмитриева, руководителя партизанского движения в Лужском районе, просто не увидели бы свет, не проведи Сапаров длительной, кропотливой работы с их авторами. Был создан обширный фонд фотографических свидетельств с привлечением работ известных фотомастеров: Д. Трахтенберга, А. И. Бродского, Г. Чертова, В. Логинова. Работали над сборником и художники: С. Юдовин, В. Серов, Н. Кочергин, В. Гальба, А .Харшак. Появление этого издания побудило известного мастера документального кино Ефима Учителя снять одноимённый фильм на основе блокадной хроники. Одним из авторов сценария картины был Сапаров.
«Четыре тетради» — итоговое обширное военное повествование Сапарова, где речь идёт о трагических перипетиях войны: от первых тяжелых испытаний вплоть до боев уже на подступах к Берлину.

## Чекистские повести
От своих давних фронтовых знакомых, участвовавших в наиболее опасных и хитроумных операциях советской разведки времён Второй мировой войны, Сапаров узнал об остававшимися неизвестными легендарных чекистах Александре Ивановиче Ланге, Петре Адамовиче Карусе, Николае Павловиче Комарове, Эдуарде Морицевиче Отто. Эти рассказы и побудили писателя начать цикл «чекистских повестей», неизменно пользующихся огромным читательским интересом.
Так появились т. н. «чекистские» повести А. В. Сапарова: «Битая карта. (Хроника одного заговора)» (1967), «Гороховая, 2. Из хроники чекистских будней» (1970) и «Фальшивые червонцы. Две повести из хроники чекистских будней» (1972).

## Интересные случаи
В повести Сапарова «Опасные комедианты» есть образ Дмитрия Дмитриевича Зуева, бывшего офицера Преображенского полка, участника Первой мировой войны, верно и преданно служившего Отечеству, человека трудной, во многом несправедливой судьбы. Однажды Сапаров получает письмо из Москвы: оказывается у Зуева есть сын, тоже Дмитрий Дмитриевич, возглавляющий издательство «Просвещение». Он прислал неизвестную писателю фотографию отца.
Вдова А. И. Ланге, одного из героев чекистских повестей Сапарова, в своём письме спрашивала писателя: «Неужели Вы действительно служили вместе с моим покойным мужем? Настолько узнаваемы в повести его характерные черты и привычки…».
В писательской среде Сапаров был хорошо известен своей открытостью и прямотой, зачастую граничившими с прямолинейностью. И в то же время всем была известна его неизменная готовность прийти на помощь товарищу, попавшему в трудную житейскую ситуацию. Об этом, например, писали С. Довлатов в своей книге «Наши» и А. Чепуров в своих «Стихах памяти А. В. Сапарова — Умер человек…».

## Творческое наследие
Автор:
- 1947 — Дорога жизни (переиздания в 1949, 1957, 1959, 1961, 1967, 1968).
- Волховские были. — Л., 1949.
- Рождение мастера. — М.: Профиздат, 1951.
- На портовых причалах. — М.: Профиздат, 1952.
- В море и на суше. — Л., 1956.
- «Скворцы» перелетают Ладогу. — Л.: Детгиз, 1960.
- Так мы живём. — Л.: Ленидат, 1961, 1962.
- Камень опасности. — Л., 1967.
- Четыре тетради. — Л., 1962.
- Ради тебя, товарищ! — Л., 1964.
- Мальчишка из Ленинграда. — Л., 1965.
- Они отстояли Ленинград. — Л., 1965.
- Остановки не будет. — М.: Советская Россия, 1966.
- Битая карта. — Л., 1967.
- Январь сорок второго. — Л.: Советский писатель, 1969, 1972.
- Гороховая, 2. Из хроники чекистских будней. — Л., 1970.
- Опасные комедианты — 1970.
- Фальшивые червонцы. — Л., 1972.

Автор, составитель и редактор сборников:
- Подвиг Ленинграда. — М., 1960.
- Чекисты (1967, переиздания в 1970, 1977, 1982)

Отдельные очерки, рассказы:
- Крылатый богатырь // Часовые ленинградского неба. Вып. 1. — Л.: Военное издательство Народного комиссариата обороны, 1943. — С. 77—80.
- Ледовая трасса // Новый мир. — 1947. — № 3. — С. 116—134.
- Мечта под замком. Почему Сахара не стала мировой житницей?: Глава из неопубликованной книги // Вокруг света. — 1955. — № 7. — С. 8—11.
- Дрожат дома-громады// С пером и автоматом: Писатели и журналисты Ленинграда в годы блокады / Сост. М. И. Гордон. — Л.: Лениздат, 1964.
- Дорога жизни // Венок славы. Антология художественных произведений о Великой Отечественной войне в двенадцати томах: Сб. — Т. 3. «Подвиг Ленинграда». — М.: Современник, 1984. — С. 266—285.
- И всё-таки мы выжили, устояли: Из дневников писателя и военного корреспондента Арифа Сапарова // Вечерний Петербург. — 2013. — 10 сент. — С. 10.
- Страницы блокадного дневника. (Достойные люди России) // Невский альманах. — 2013. — № 6. — С. 21—25.
- Блокадный дневник военкора Сапарова //  Культура. — 2014. — 31 янв. — 6 февр. — № 3. — С. 4.
- Ленинград, апрель 1942 года: Страницы блокадного дневника // Литературная учёба. — 2014. — № 1. — С. 184—199.

Зарубежные издания:
- 1949 — Saparov A. In Porturi. Schite. — Epitura consiliului central al sindicatelor, Bucuresti — R.P.R.
- 1952 — Сапаров А. Раждането на майстора: Очерци. — София, Профиздат.
- 1959 — Saparov A. Ladoga-Chronik. — Neunhundert Tage. — Dietz Verlag, Berlin.
- 1972 — Saparov Arif. The Game is Up. — Arlington, US, Joint Publications Research Service.
- 1974 — Saparov A. Cesta života: Vyprávěni o době blokádNay. Se vojsko, Praha.

## Основные публикации о произведениях А. В. Сапарова
- Краткая литературная энциклопедия. Т. 9 / Гл. редактор А. А. Сурков. — М.: Советская энциклопедия. — 1978. — С. 682.
- Сапаров Ариф Васильевич // Литературный Санкт-Петербург. XX век: Энциклопедический словарь в 3 т. Т. 3. — 2-е изд., испр. и доп. —  СПб., 2015. — С. 218—219.
- Писатели Ленинграда. 1934—1981 / Сост. В. Бахтин, А. Лурье. — Л., 1982. — С. 274.
- Азаров Вс. Сильнее вымысла // Вечерний Ленинград. — 1958. — 11 янв.
- Gour, Leon. — The Siege of Leningrad — Stanford, Calif.: Stanford University Press. — 1962. — P. 325, 331, 335, 341, 347.
- Воронов Н. Отважные, чистые сердцем // Вечерний Ленинград. — 1965. — 25 ноября.
- Чапчахов Ф. Герои тайной войны // Октябрь. — 1969. — № 1. — С. 193—206.
- Идашкин Ю. Рыцари без страха и упрека // Октябрь. — 1970. — № 11. — С. 215—218.
- Гребенщиков А. Чекисты двадцатых годов // Аврора. — 1973. — № 12. — С. 70.
- Отюгова Т. Не в тиши кабинета // Смена. — 1972. — 9 авг.
- Ковский В. Без скидок на жанр // Литературное обозрение. — 1973. — № 2.
- Ковальчук В. М. Ленинград и Большая земля: История Ладожской коммуникации блокированного Ленинграда в 1941—1943 гг. — Л.: Наука, 1975.
- Белозеров Б. П. Фронт без границ 1941—1945 гг.: Историко-правовой анализ обеспечения безопасности фронта и тыла Северо-Запада. — М.: РДК-Принт, 2001.
- Биличенко Н. Летописец ледовой трассы  // Красная звезда. — 2011. — 30 ноября.
- Glantz, David. Leningrad: City under Siege, 1941—1944 in Russia. — Rochester: Kent Grange Books, 2005.
- Сапаров М. А. Писатель-фронтовик А. В. Сапаров // Вопросы истории. — 2012. — № 5. — С. 143—145.
- Мастер документальной прозы / Измайлов А. Солдаты слова в битве за Ленинград. Военные корреспонденты в обороне города на Неве в 1939—1940, 1941—1944 гг. // СПб.: Дмитрий Буланин, 2013. — С. 29, 195—198, 352, 353.
- Порохов С. Дорогой жизни. Из поколения несгибаемых // Спорт — это жизнь: Сборник прозы и поэзии. — СПб., 2013. — С. 13—15.